# المسيحية في الكويت
تُعد المسيحية في الكويت ثاني أكثر الديانات انتشاراً بين السكان بعد الإسلام؛ حيث تبلغ أعداد الطائفة المسيحية بين الوافدين والأجانب وفقًا لإحصائية مركز بيو للأبحاث عام 2010 حوالي 400,000 مسيحي أي حوالي 14.3% من مجمل السكان. تشهد أعداد المسيحيين نمواً وازدياداً في البلاد، في يونيو من عام 2018 قدرت الهيئة العامة للمعلومات المدنية الكويتية أعداد الوافدين والمواطنين المسيحيين بحوالي 832,475 نسمة، أي حوالي 18.2% من مجمل سكان الكويت. وتتراوح أعداد المواطنين المسيحيين ممن يحملون الجنسيّة الكويتيّة بين 290 إلى 400 شخص.
يتوزع المسيحيين في الكويت على الكنائس الكاثوليكية والأرثوذكسية والبروتستانتية، تأتي الكنيسة الكاثوليكية في مقدمة الطوائف المسيحية من ناحية العدد مع 230 ألف نسمة، تليها الكنائس الأرثوذكسية مع 130 ألف نسمة، ومن ثم الكنائس البروتستانتية مع 30 ألف نسمة. ويتوزع المسيحيين في الكويت من ناحية إثنية فمنهم من قدم من آسيا أو من أوروبا والأمريكيتين وبلاد الشام ومصر إلى جانب أقلية صغيرة من العرب من المواطنين المحليين.
وتُمارس الطوائف المسيحية شعائرها الدينية بحرية تامة وهم يحملون إلى جانب المواطنين المسيحيين الكويتيين أكثر من 70 جنسية؛ ولا يجدون أي صعوبة في أداء شعائرهم وإضافة إلى الكتب المقدسة المترجمة بأكثر من 35 لغة لجميع الجاليات ولكن المشكلة تكمن في ضيق دور العبادة ومحدوديتها.
توجد في الكويت ثماني أو تسع كنائس معترف بها، بينها مجمع للكنائس في قلب العاصمة، تخدم حوالي 400 ألف مسيحي. ويمارس المسيحيون في الكويت طقوس العبادة يومي الجمعة والسبت من كل أسبوع.
يعود تاريخ المسيحية في بعض الأجزاء التي تُشكل اليوم الكويت (مثل جزيرة فيلكا والشويخ) إلى القرن الخامس والسادس، وضمت جزيرة فيلكا والشويخ على مستوطنات مسيحيَّة مزدهرة حتى القرن التاسع، وكانت على مذهب النسطورية. ونشأت فيها مجتمع مسيحي صوفي نسكي. في بداية القرن العشرين ضمت إمارة الكويت على مجتمع صغير من التجار الأرمن القادمين من بلاد فارس وحلب. ولعبت الإرسالية الأمريكية العربية في نشر الطب الحديث وتقديم الخدمات الصحيَّة في الإمارة من خلال تأسيس المستشفى الأمريكي عام 1914. يعود الوجود المسيحي الحديث والفعلي في الكويت إلى القرن العشرين، في عقد 1920 قدمت إلى الكويت عائلات مسيحية من جنوب شرق تركيا هرباً من الإبادة الجماعية للأرمن والإبادة الجماعية للسريان، وفي أواخر عقد 1930 و1940 هاجرت إلى الكويت عائلات مسيحية من العراق وفلسطين. وبعد صدور قانون الجنسية الكويتية عام 1959 أعطت الحكومة الكويتية لمن انطبقت عليه شروط الجنسية الكويتية منهم من دون تمييز عن المسلمين، ليشكلوا لاحقاً طائفة صغيرة من المواطنين المسيحيين الكويتيين. ونتيجة الطفرة المالية واكتشاف النفط فيها، تزايدت أعداد الوافدين المسيحيين القادمين للعمل في الكويت، ويقطن معظمهم في المدن الرئيسيَّة مثل الأحمدي وحولي والسالمية ومدينة الكويت وغيرها.

## نظرة عامة
إثر النمو الاقتصادي المحقق في دول مجلس تعاون الخليج العربي وفدت إلى هذه الدول أعداد كبيرة من المغتربين من حول العالم كان منهم أيضًا مئات الآلاف من الشوام والعراقيين والمصريين ومن ضمنهم مسيحيون عرب، وبالتالي فالأغلبية الساحقة من مسيحيي الكويت هم من الوافدين القادمين من الهند والفلبين وسريلانكا ولبنان وأمريكا الجنوبية وأمريكا الشمالية ومختلف الدول الأوروبيَّة. وفقًا لتقديرات لعام 2015 يشكل المسيحيين حوالي 26.4% من مجمل الوافدين في الكويت. لا يجوز التبشير في الكويت في أوساط المسلمين. كما لا يُسمح في دور النشر المسيحية. ويحظر التعليم الديني المنظم للجماعات الدينية الأخرى غير الإسلامية. ومع ذلك، فإن الدستور يسمح للحرية الدينية. وهناك وجود لعديد من الكنائس في الكويت ومن ضمنها مجمع كنائس في قلب العاصمة. في عام 1969 أسست راهبات الكرمل مدرسة الكرمل الكاثوليكية، ومنذ عام 2012 أقام الرهبان الساليزيان مدرسة تُدّرس باللغة الإنجليزية.

### الطوائف المسيحية
يتوزع المسيحيين في الكويت على الكنائس الكاثوليكية والأرثوذكسية والبروتستانتية، الطوائف المذكورة تشمل مسيحيين الكويت ولكنها لا تقتصر على ما يلي:

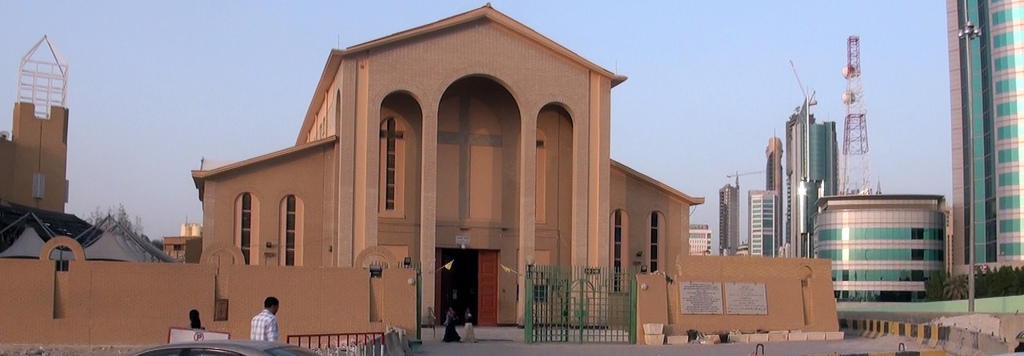
كنيسة العائلة المقدسة الكاثوليكية في مدينة الكويت.

- وفقاً لتقديرات مركز بيو للأبحاث عام 2010 كان هناك 230,000 كاثوليكي في الكويت أي حوالي 8.5% من السكان:[22] ولهم كاتدرائية في مدينة الكويت والتي تنتمي إلى النيابة الرسولية للكويت. تتكون الجالية الكاثوليكية من الآسيويين بشكل خاص من الهند والفلبين وسريلانكا وبنغلاديش وباكستان ومن الأوروبيين ومن المسيحيين العرب القادمين من لبنان ومصر والأردن وفلسطين وسوريا. الكنيسة الكاثوليكية الإيطالية هي جزء من الكنيسة الكاثوليكية العالمية في ظل القيادة الروحية للبابا في روما وتشكل كبرى المذاهب المسيحية في البلاد. يملك الموارنة وتعود أصول معظمهم إلى لبنان، كاتدرائية كاثوليكية في مدينة الكويت.[3] وهناك حضور لطائفة الروم الملكيين الكاثوليك في البلاد ولهم كنيسة في العاصمة الكويتية. ويتبع كاثوليك البلاد إدارياً النيابة الرسولية لشمال شبه الجزيرة العربية وهي الولاية الإقليمية لأتباع الطقوس اللاتينية والتي تغطي البلدان التالية من شبه الجزيرة العربية والمنطقة المحيطة وهي البحرين وقطر والمملكة العربية السعودية.
- وفقاً لتقديرات مركز بيو للأبحاث عام 2010 يتواجد على الأقل 130,000 من المسيحيين الأرثوذكس أي حوالي 4.7% من السكان:[23] لدى الكنيسة اليونانية الأرثوذكسية حوالي 3,500 عضو في حين أن الكنيسة الرسولية الأرمنية لديها حوالي 4,000 عضو ويعود تواجد الأرمن في الكويت إلى عام 1958 ولديهم كنيسة ومدرسة. تقدر عدد أتباع كنيسة التوحيد الأرثوذكسية الإثيوبية بحوالي 70,000 عضو، في حين تُقدر عدد أتباع الكنيسة الهندية الأرثوذكسية (مسيحيو مار توما) والكنيسة القبطية الأرثوذكسية بحوالي 60,000 عضو وهناك حضور لأتباع الكنيسة السريانية الأرثوذكسية والتي يُقدر أتباعها بحوالي 20,000 عضو.
- وفقاً لتقديرات مركز بيو للأبحاث عام 2010 يعيش 30,000 من البروتستانت في الكويت أي حوالي 1.1% من السكان:[23] لدى الكنيسة الأنجليكانية حوالي 115 عضو. في حين لدى الكنيسة الإنجيلية الوطنية في الكويت حوالي 15,000 عضو. هناك أيضًا تواجد لطوائف البروتستانتية مختلفة مع عشرات الآلاف من الأعضاء وتشمل هذه الطوائف السبتيين.
- تشمل المجموعات المسيحية الأخرى كنيسة يسوع المسيح لقديسي الأيام الأخيرة (المورمون)، والتي لديها جناح (مجمع) في فيلا في السالمية.

## تاريخ

### العصور المبكرة

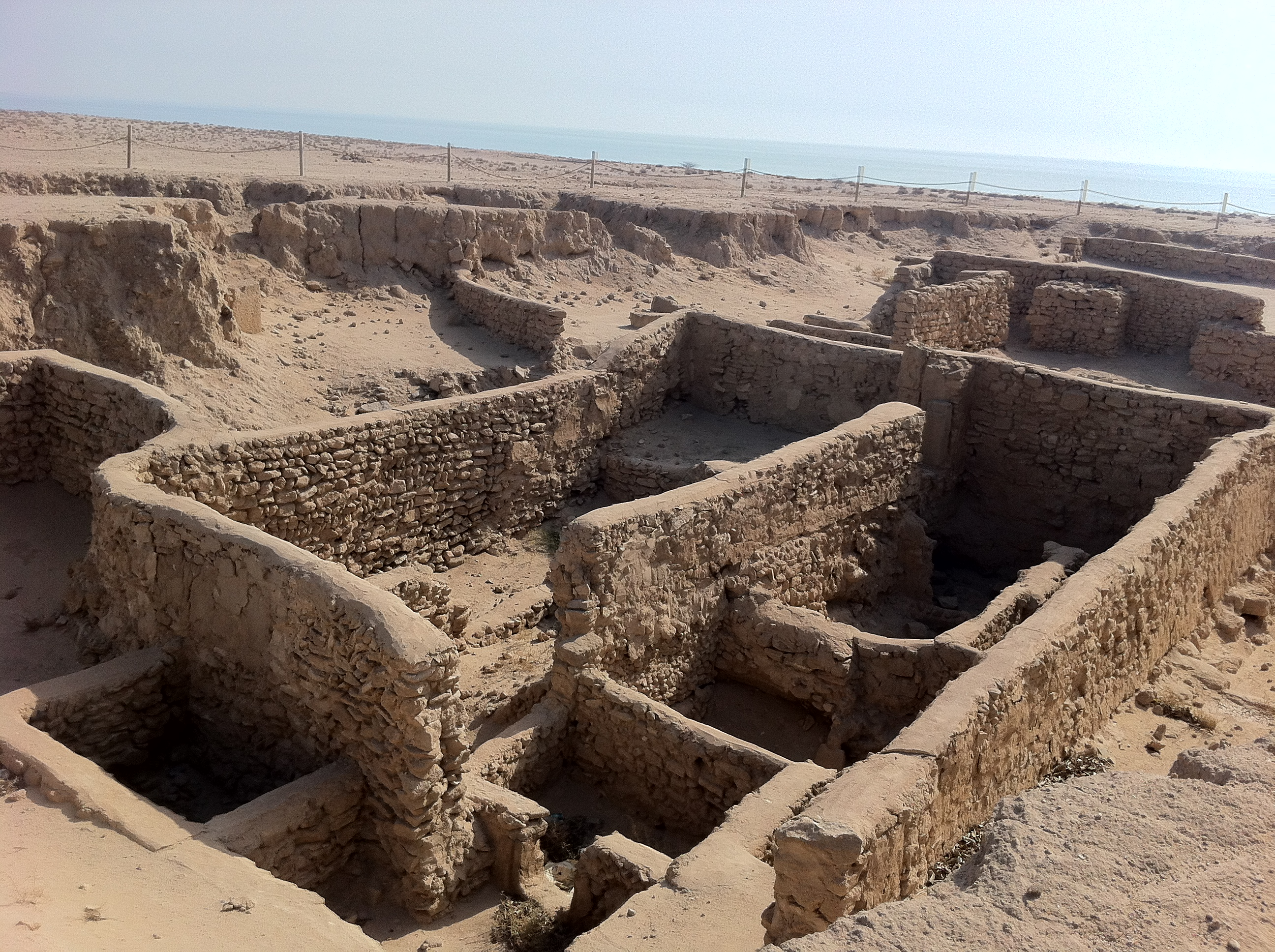
تضم جزيرة فيلكا عدد من الآثارات المسيحيَّة القديمة.

دخلت المسيحية إلى الكويت بين القرنين الخامس والسادس للميلاد حيث تم اكتشاف آثار كنيسة شبيهه بالكنائس الشرقية في جزيرة فيلكا، ويقدر علماء الآثار انها تعود إلى القرنين الخامس والسادس للميلاد. وتقع الكنيسة في منطقة القصور في جزيرة فيلكا، وكانت تُستعمل حتى العهد العباسي، ولكنها هُجرت بعد ذلك. وتشير الوثائق التاريخية إلى أنَّ مستوطنة نسطورية مسيحيَّة ازدهرت في فيلكا من القرن الخامس حتى القرن التاسع. ويُشير تقليد قديم للجزيرة هو أن المجتمع نشأ حول ناسك وصوفي مسيحي. في نهاية المطاف تم التخلي عن المزارع الصغيرة والقرى. كما وتم العثور على بقايا كنائس نسطورية من العصر البيزنطي في منطقة القصور في فيلكا.
ومن الدلائل التاريخيَّة على قدم الوجود المسيحي في الكويت، معركة يوم أوارة الأول في القرن الخامس للميلاد ومعركة يوم أوارة الثاني، المعركة الأولى كانت بين المنذر بن ماء السماء وقبيلة بكر بن وائل المسيحيَّة التي خرجت عن طاعته، فسار إليهم ليرجعهم إلى طاعته فأبوا، فقاتلهم وهزمهم وكان قد أقسم بأن يقتلهم في أعلى جبل واره حتى يسيل دمهم إلى الوادي، فبدأ في قتلهم في قمة الجبل، ولكن الدم جمد فقيل له لو صببت الماء لوصل الدم إلى الوادي، فصبوا الماء ووصل الدم إلى الوادي، وكان المنذر قد هم بإتخاذ إجراءات ضد المسيحيين. وعلى الرغم من ذلك سمح ليوحنا الديلمي بالتبشير العلني، وبعدها تنصر المنذر نفسه بحسب ما ذكره مؤرخوا الكنيسة. وذكر فيكتور التونوي أن المنذر تعمّد على يد أنصار مجمع خلقيدونية. وفي المعركة الثانية أعلنت قبيلة تميم العصيان على عمرو بن هند النُصراني ملك الحيرة، فقاموا بالإغارة على إبله، فقام بقتالهم فهزمهم، وأسر منهم الكثير وأمر بقتلهم وحرقهم في جبل واره. تُشير بعض الوثائق إلى مشاركة القبائل العربيَّة التي كانت تُدين بالمسيحية بمعركة ذات السلاسل وهي معركة وقعت في سنة 636م بين جيش المسلمين بقيادة خالد بن الوليد وجيش الإمبراطورية الساسانية بقيادة هرمز والتي وقعت في أرض كاظمة (شمال دولة الكويت حالياً)، وانتهت بانتصار المسلمين.

### إمارة الكويت
في عام 1521، كانت الكويت تحت السيطرة البرتغالية، وكانت الإمبراطورية البرتغالية دولة مسيحية. تأسست مدينة الكويت سنة 1613 كمدينة تجارية على ساحل الخليج العربي واستوطنها العتوب الذين استأذنوا بني خالد حكام الإحساء سنة 1715 بالمقيم فيها فأذنوا لهم، فاستقروا فيها تحت حماية بني خالد حيث زاولوا التجارة وامتهنوا الغوص لجمع اللؤلؤ والتجارة البحرية من وإلى الهند، فازدهرت أعمالهم وتكاثر السكان في المدينة. وخضعت إمارة الكويت للسيطرة العثمانية. في عهد مبارك الصباح، أُطلق على الكويت اسم «مرسيليا الخليج الفارسي» لأن حيويتها الاقتصادية اجتذبت مجموعة كبيرة ومتنوعة من الناس. كان السكان متنوعين عرقياً، بما في ذلك العرب والفُرس والأفارقة واليهود والأرمن المسيحيون، وعُرفت إمارة الكويت بالتسامح الديني. وضمت الكويت على مجتمع من التجار الأرمن المسيحيين القادمين من حي جلفا بأصفهان وحلب.

### العصور الحديثة

#### بعثات الإرسالية الأمريكية العربية

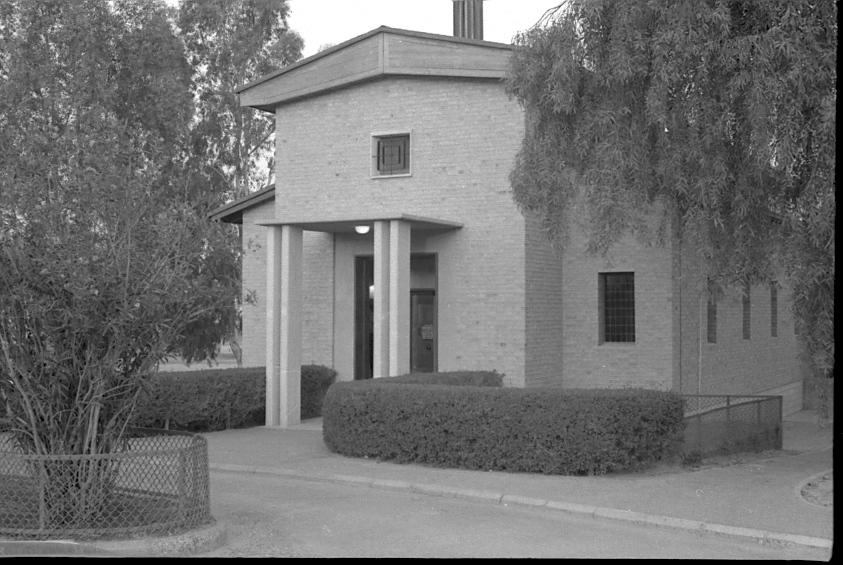
كنيسة المسيح في الأحمدي، وتعود الصورة إلى عام 1966.

في عام 1895، توقف المبشر المسيحي صمويل مارينوس زويمر في مدينة الكويت، قادمًا من البحرين، وفي طريقه إلى البصرة، وهو أحد مؤسسي الإرسالية الأمريكية العربية. وكانت تلك نقطة البداية التي انطلق منها اهتمام الإرسالية الأمريكية العربية بالعمل في الكويت، وقد ذكر الطبيب لويس إسكندر في كتابه حول تاريخ البعثة العربية أن المنظمة كانت تعتبر الكويت موقعًا مبشرًا بالنجاح لنشاطها، كما استفاد أفراد العائلة المالكة في السعودية من الخدمات الطبيَّة التي تقدمها البعثة في الكويت. في عام 1909 قام الشيخ مبارك الصباح سابع حكام الكويت بدعوة بعض الأطباء العاملين في الإرسالية العربية للكنيسة الإصلاحية بالبصرة، لإنشاء مستشفى في الكويت، والتي كانت تفتقر إلى الخدمات الصحيَّة وإلى متخصصين مؤهلين يمكنهم تقديم الخدمة الطبية بالأساليب الحديثة.
افتتحت «الإرسالية الأمريكية العربية» البروتستانتيّة في الكويت مكتبة لبيع الكتاب المقدس وعمل فيها يعقوب الشماسّ الذي قدم من تركيا، ولكن حاكم الكويت آنذاك الشيخ مبارك الصباح أمرهم بإغلاق المكتبة ومغادرة البلاد. واستمرت المعارضة الرسمية للنشاط التبشيري في الكويت حتى عام 1910، عندما طلب مبارك أثناء زيارته لمدينة البُصرة العراقيَّة من الدكتور أ. بنيت المجيء إلى الكويت لمعالجة ابنته، وبسبب نجاح الطبيب في مهمته طلب منه مبارك البقاء في الكويت وممارسة الطب فيها. وفي عام 1914 تأسس المستشفى الأمريكي في الكويت من قِبل الإرسالية الأمريكية العربية ليصبح أول صرح طبي في البلاد، وتبرع الشيخ مبارك بقطعة أرض بجوار تلك التي اشترتها الكنيسة، ما وفر مساحة كافية لإقامة المباني المطلوبة. وفي عام 1939 بدأت الإرسالية الأمريكية العربية بتوسيع المستشفى فبنت مستشفى مخصص للنساء حسب التقاليد الكويتيَّة، وفي عام 1954 تم هدم واعادة بناء مستشفى الرجال الذي أخذ شكله الحالي وفي عام 1967 أغلق المستشفى.
عام 1926 جاء القس الأميركي جريت ديونج، والذي بدأ في عهده بناء الكنيسة الإنجيلية الوطنية في عام 1931. كانت ماري بروينس أليسون من أوائل النساء الأمريكيات اللواتي تدربن على الطب في الولايات المتحدة للعمل كطبيبة مبشرة في شبه الجزيرة العربية. أثناء دراستها في كلية الطب في فيلادلفيا تعلمت اللغة العربية. في عام 1934 ذهبت إلى الشرق الأوسط للعمل كطبيبة مبشرة. في عملها الذي استمر لمدة أربعين عاما عملت في المقام الأول في الكويت وكذلك في الهند وقطر والبحرين وسلطنة عمان. خلال إقامتها في الكويت عالجت النساء الغنيات والفقيرات على حد سواء. ووصلت ماري بروينس أليسون إلى مدينة الكويت في عام 1934. في البداية درست اللغة العربية في الصباح ثم عملت في المهمة. تم بناء المستشفى عند خليج الكويت من قبل مبارك الصباح الذي دعا البعثة العربية لإدارة مستشفى في المدينة. وبسبب القيود الثقافية تعاملت أليسون مع النساء عموماً. كان مرضاها من جميع الطبقات الاجتماعية، من أغنى امرأة كانت أول مريضة لها لأفقر النساء الكويتيات التي تعود أصولهن إلى إيران. كان على أليسون أن تحضر أولاً إلى الوجهاء أو النساء الأرستقراطيات التي فرضت عليهم رسوما إضافية للراحة. ومن المعايير الثقافية للمرأة أن تضع أطفالها في بيتها أو في منزل أمهاتهن ولا يلتمسن العناية الطبية المهنية ما لم تكن هناك مشكلة. هذا يعني أنه عندما تعاملت أليسون مع الولادات كان من المرجح أن تكون بسبب مضاعفات ما قبل الولادة. لعلاج هذه الحالات الدكتور أليسون غالبا ما تحتاج إلى مغادرة المستشفى لإجراء الزيارات المنزلية. توفيت بعض النساء بسبب مضاعفات في منازلهن. مع مرور الوقت ذهبت المزيد من النساء الحوامل إلى المستشفى للحصول على الرعاية قبل وأثناء الولادة.
في عقد 1920 قدمت إلى الكويت عائلات مسيحية من جنوب شرق تركيا هرباً من الإبادة الجماعية للأرمن والإبادة الجماعية للسريان، وفي أواخر عقد 1930 و1940 هاجرت إلى الكويت عائلات مسيحية من العراق وفلسطين. وبعد صدور قانون الجنسية الكويتية عام 1959 أعطت الحكومة الكويتية لمن انطبقت عليه شروط الجنسية الكويتية منهم من دون تمييز عن المسلمين، ليشكلوا لاحقاً طائفة صغيرة من المواطنين المسيحيين الكويتيين. ومع مجيء الطفرة المالية للكويت، واكتشاف النفط، توافد العمال الأجانب إلى مدينة الأحمدي النفطية جنوب البلاد، وكان عدداً من الموظفين من المسيحيين الأميركيين والبريطانيين والهنود والعرب، وبنت شركة نفط الكويت كنيستين مسيحيتين في الأحمدي، إحداهما كاثوليكية، والأخرى بروتستانتية، بين عام 1946 وعام 1983.

### الاستقلال

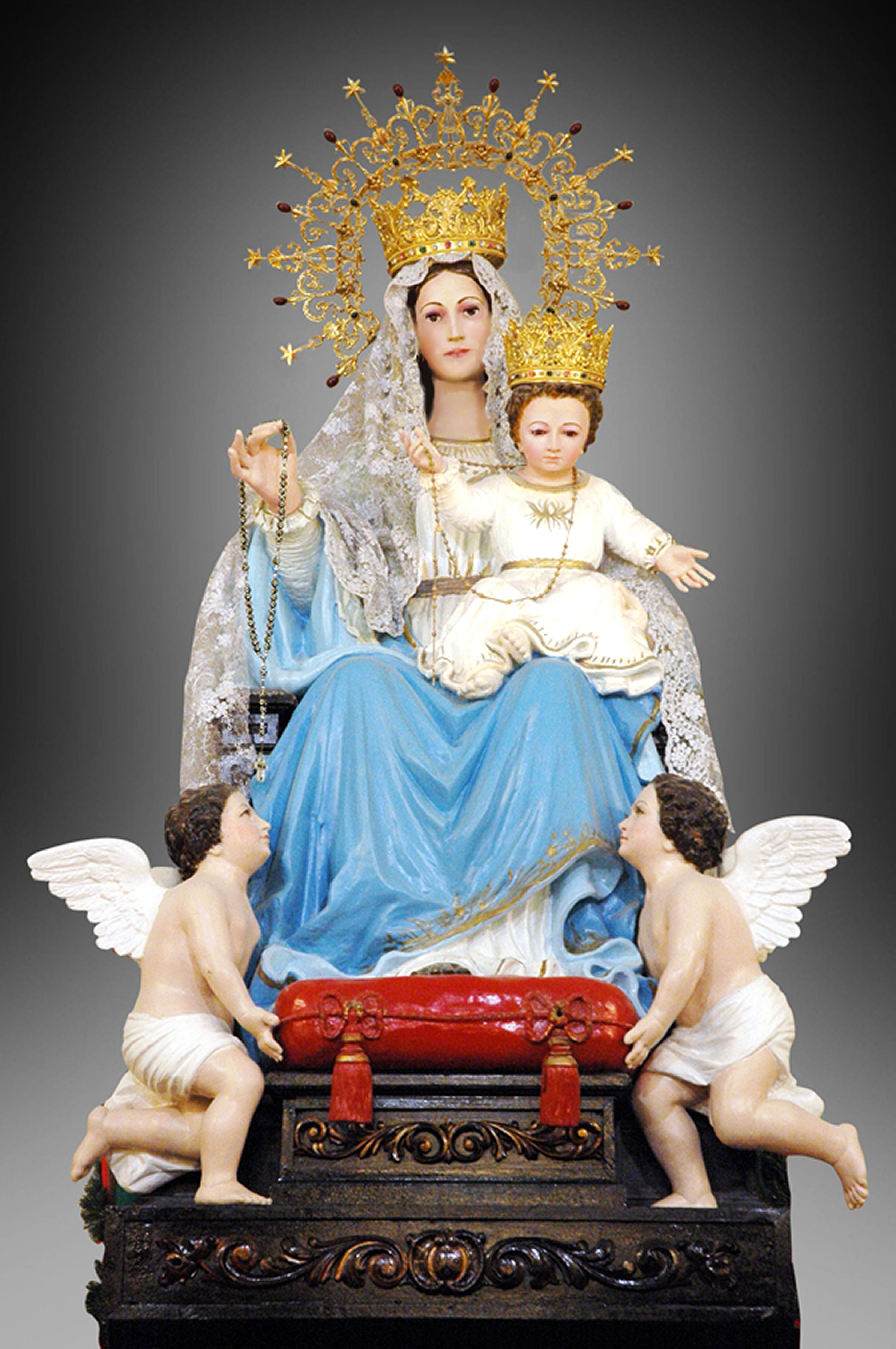
تمثال سيدة شبه الجزيرة العربيَّة في كنيسة الأحمدي الكاثوليكيَّة، الكويت.

بين عام 1946 وعام 1982، شهدت الكويت فترة ازدهار مدفوعة بالنفط وأجواءها الليبرالية. في الخطاب الشعبي، يُشار إلى السنوات ما بين عام 1946 وعام 1982 باسم «العصر الذهبي للكويت». وفي عام 1950، بدأ برنامج عمل عام كبير لتمكين الكويتيين من التمتع بمستوى معيشي حديث. وبحلول عام 1952، أصبحت البلاد أكبر مصدر للنفط في منطقة الخليج العربي. اجتذب هذا النمو الهائل العديد من العمال الأجانب، خاصةً من فلسطين والهند ومصر. وفي عام 1954 نمى وكثر عدد المسيحيين العرب الموجودين في الكويت فعملوا على انتخاب مجلس للكنيسة وفي 1959 أصبح لدى مجلس الكنيسة العرب رؤية بعد زيادة العدد وتمت دعوة أول راعي عربي للكنيسة وهو القس يوسف عبد النور والذي استمر في رعاية الكنيسة حتى عام 1980.
في يونيو 1961، نالت الكويت استقلالها بانتهاء الحماية البريطانية وأصبح الشيخ عبد الله السالم الصباح أميرًا على الكويت. في عام 1964 تمت رسامة أول شيخيين كويتيين وهما يعقوب شماس وسليمان سمعان شماس بحضور ممثلي سنودس النيل الإنجيلي في مصر والسنودس الإنجيلي الوطني في سوريا ولبنان وهاتان اعلى هيئتين مسيحيتين اقليميتين في منطقة الشرق الأوسط، وفي عام 1972 تمت رسامة شيخ كويتي ثالث وهو حبيب يعقوب شماس، وفي عام 1992 تم انتخاب ورسامة المهندس نبيل إسكندر وعمانويل غريب. في عام 1999 انتخب أول قس خليجي معاصر وهو عمانويل غريب ورُسم قسًا ونصب راعيًا للكنيسة الإنجيلية الوطنيَّة، والتي كانت تسمى بالسابق كنيسة المسيح في الكويت وتغير إسمها إلى الكنيسة الإنجيلية الوطنيَّة في الكويت في عام 1966 لوجود الكويتيين المسيحيين. في عام 1982، عدل البرلمان الكويتي الدستور لمنع غير المسلمين من التجنس والحصول على الجنسية الكويتية.
تمتع المسيحيين في الكويت بالحرية الدينية حتى قبل الغزو العراقي للكويت في عام 1990، وقدرت أعداد المسيحيين الأرمن قبل الغزو العراقي بحوالي 15,000 نسمة. خلال الغزو العراقي للكويت اضطرت بعض العائلات المسيحية الكويتية إلى الفرار من الكويت بسبب تعرضها للإستهداف من قِبل الجيش العراقي، في بقيت عدد من العائلات المسيحية الكويتية الأخرى. خلال ترحيل الفلسطينيين من الكويت خلال حرب الخليج الثانية وبعدها، كان من ضمن 200 ألف فلسطيني الذين غادروا الكويت لأسباب مختلفة، عدد من العائلات المسيحية من أصول فلسطينية. يوجد في الكويت أكثر من 300 مواطن غير مسلم، معظمهم من المسيحيين. كانت هناك عدة مقترحات لتعديل قانون الجنسية للسماح لغير المسلمين بأن يصبحوا مواطنين، لكن في عام 2019 أوضحت الحكومة أن سياستها هي الإبقاء على «النص الحالي». في عام 2020 وبسبب انتشار جائحة فيروس كورونا في الكويت أعلن مجلس الوزراء الكويتي إغلاق دور العبادة المسيحية ومنع التجمعات خلال الاحتفال بأعياد الميلاد.

## المجتمعات المسيحية
| الجنسية                  | الإسلام   | %      | المسيحية | %      | أديان أخرى | %      | مجمل السكان | %      |
| ------------------------ | --------- | ------ | -------- | ------ | ---------- | ------ | ----------- | ------ |
| مواطنون كويتيون          | 1,386,052 | 99.98% | 290      | 0.02%  | 22         | 0.00%  | 1,386,363   | 30.38% |
| جنسيات عربية             | 1,174,894 | 93.95% | 68,498   | 5.48%  | 7,048      | 0.57%  | 1,250,438   | 27.40% |
| جنسيات آسيوية            | 807,009   | 43.84% | 720,463  | 39.14% | 313,385    | 17.02% | 1,840,857   | 40.33% |
| جنسيات أفريقية           | 14,637    | 37.50% | 24,448   | 54.89% | 5,458      | 12.25% | 44,543      | 0.98%  |
| جنسيات أوروبية           | 6,650     | 37.50% | 10,003   | 56.41% | 1,081      | 6.09%  | 17,734      | 0.39%  |
| جنسيات أمريكية وأسترالية | 13,915    | 57.90% | 8,773    | 36.50% | 1,346      | 5.60%  | 24,034      | 0.52%  |
| الكويت                   | 3,403,157 | 74.56% | 832,475  | 18.24% | 328,337    | 7.20%  | 4,563,969   | 100%   |

### الوافدون
حالياً معظم المسيحيين في الكويت هم من المغتربين القادمين من الهند والفلبين وسريلانكا ولبنان وأمريكا الجنوبية وأمريكا الشمالية ومختلف الدول الأوروبيَّة، ويتوزع المسيحيين الوافدين في الكويت على الكنائس الكاثوليكية والأرثوذكسية والبروتستانتية. في يونيو من عام 2018 قدرت قدرت الهيئة العامة للمعلومات المدنية الكويتية أعداد الوافدين المسيحيين بحوالي 832,185 نسمة، أي حوالي 18.2% من مجمل سكان الكويت، وحوالي 26.2% من مجمل الوافدين في البلاد.

### مسيحيو الكويت

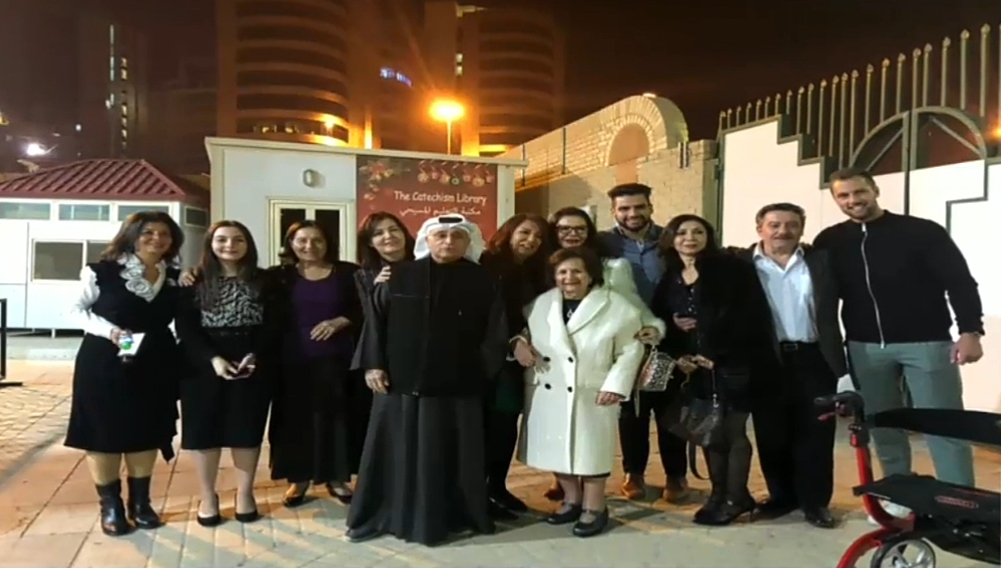
عائلة مسيحية كويتيَّة.

يقطن في الكويت أقليّة مسيحيّة محليّة من المواطنين مُشكلّة من الفئات ذات الدخل المرتفع وحملة الشهادات الجامعيَّة، والتي يغلب عليها الطابع التجاري، ويتراوح عدد المواطنين المسيحيين في الكويت وفقاً لتقديرات غير رسميَّة بين 264 إلى 400 شخص تقريبًا يحملون الجنسية الكويتية، وبحسب تقديرات يونيو عام 2018 الرسميَّة يُشكل المواطنين المسيحيين حوالي 0.02% من مجمل المواطنين في الكويت أي حوالي 290 شخص. وهم ينحدرون من عائلات حصلت على الجنسية الكويتية بعد صدور قانون الجنسية عام 1959. ويعود انخفاض أعداد الكويتيين المسيحيين بسبب الهجرة خارج الكويت، على الرغم من ازدياد أعدادهم في السنوات الأخيرة بسبب عودة بعض الكويتيين المسيحيين إلى الكويت. وينتمي معظم المسيحيين في الكويت إلى 12 أسرة كبيرة، أبرزهما أسرة شماس (أصلها من تركيا) وشحيبر (أصلها من فلسطين)، والتي كان لها دور محوري في تطوير قطاعي الأمن والصحة في الكويت، ويُعتبر عموانيل غريب وهو قس كويتي وراعي الكنيسة الإنجيلية الوطنية في الكويت أول قس خليجي في العالم.
ينقسم المسيحيين الكويتيين إلى مجموعتين؛ الأولى ينحدر أفرادها من جنوب شرق تركيا والعراق؛ ويمثلون هؤلاء قرابة ثمانيَّة عائلات منها أسرة نعمان، وغريب، والموسى، ومنصور، وشمّاس، جرجيس وبشارة. ويتبعون الطوائف المسيحية الثلاثة، الكاثوليكية والأرثوذكسية الشرقية والإنجيليَّة، وقد عاشوا منذ أكثر من مائة سنة، وقد تم استيعابهم في المجتمع الكويتي، ويتحدثون العربية باللهجة الكويتية.
أمَّا المجموعة الثانية فتعود أصولها إلى عائلات قدمت إلى الكويت في الفترة الأخيرة من عام 1950، ومعظمهم من الفلسطينيين الذين خرجوا من فلسطين بعد عام 1948، فضلًا عن وجود عدد قليل من العائلات التي تعود أصولها إلى لبنان وسوريا. هذه المجموعة الأخيرة لا تزال لهجتها وثقافتها أقرب إلى الثقافة الشامية من الكويتيَّة، بالإضافة إلى احتفاظها بالمأكولات الشاميَّة. وذلك على عكس المجموعة الأولى التي تبنّت الثقافة الكويتيّة بشكل كليّ. وعلى الرغم من وجود مجموعة صغيرة من المواطنين المسيحيين، لكن لدى الكويت قانون صُدر في عام 1981 يمنع منح الجنسية لغير المسلمين. ومع ذلك، فإن المواطنين الذكور من المسيحيين الحاصلين على الجنسية الكويتية قبل عام 1980 يحق لهم نقل جنسيتهم لأطفالهم.
تقليدياً ينتمي المواطنون الأرثوذكس الشرقيون في الكويت إلى سلطة بطريركية أنطاكية وسائر المشرق للروم الأرثوذكس، ونظمت الأبرشية الأرثوذكسية الشرقية في الكويت في عام 1969 من قبل الأسقف قسطنطين باباستيفانو لمتروبوليت بغداد والكويت (1969-2014)، والذي قام بزيارة الكويت في العديد من المناسبات. ومنذ عام 2014 خلفه المطران غطاس حازم متروبوليت بغداد والكويت، ويبقى كرسيه الرسمي في بغداد، لكن المقر الإداري لأبرشية الكويت الأرثوذكسية يقع في الكويت. حالياً، تُدار الرعايا الأرثوذكسية الشرقية في الكويت من قبل الكاهن أفريم تومي وفيليمون الصيفي.
الكويت هي إحدى دول مجلس التعاون الخليجي إلى جانب البحرين وقطر وسلطنة عمان التي لديها سكان محليين مسيحيين. وفقًا لدراسة المؤمنون في المسيح من خلفية مسلمة: إحصاء عالمي وهي دراسة أجريت من قبل جامعة سانت ماري الأمريكيّة في تكساس سنة 2015 وجدت أن عدد المسلمين في الكويت المتحولين للديانة المسيحية يبلغ حوالي 350 شخص.

#### أعلام مسيحيو الكويت

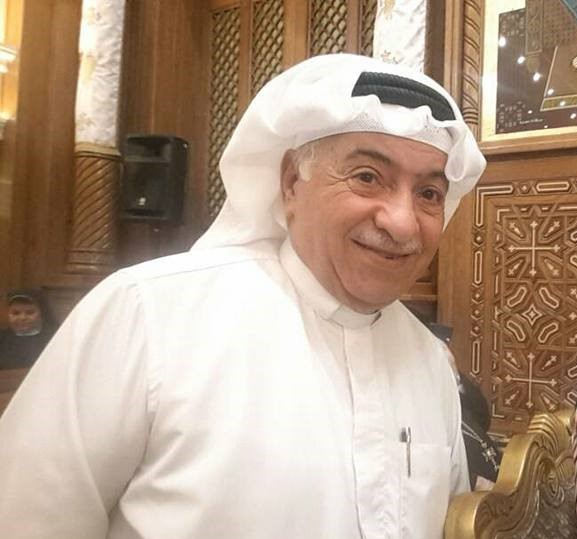
عمانويل غريب: يُعتبر أول قس خليجي معاصر يشغل هذا المنصب.

- عمانويل غريب: قس كويتي وراعي الكنيسة الإنجيلية الوطنية في الكويت، وهو من أصول تركية نزحت إلى الكويت، وعائلة أبيه من أصول آشورية،[72] تعود أصولها إلى قرية كربوران بمحافظة ماردين الواقعة في جنوب شرق تركيا حيث ولد ونشأ والده والذي نزح إلى الكويت خلال مذابح سيفو في الدولة العثمانية.[67] أما أمه فتنتمي إلى طائفة السريان الأرثوذكس وتعود أصولها إلى مدينة الموصل.[73][74] ويمثل الأقلية المسيحية في الكويت، ويعتبر أول قس خليجي معاصر يشغل هذا المنصب، كما أنه أول قس معاصر يرتدي زي الكنيسة إضافة إلى الكوفية خلال أداء الطقوس الدينية، لكنه يرتدي الزي الوطني الكويتي في الأحوال العادية.[75] تم انتخاب عمانويل غريب للكنيسة الإنجيلية عام 1992، ورسم قساً ونُصب راعياً للكنيسة عام 1999 ويعتبر القس عمانويل أول مسيحي كويتي تتم رسامته لرعاية الكنيسة الانجيلية الوطنية في الكويت.
- باسمة سليمان شماس: مذيعة سابقة في تلفزيون الكويت.[31]
- سعيد يعقوب شماس: شغل منصب سفير الكويت في نيويورك عام 1963، وروسيا (الإتحاد السوفيتي آنذاك) عام 1967، وفرنسا عام 1969 وكينيا عام 1972.[76]
- إبراهيم دبدوب: مصرفي ساهم بتطوير القطاع المصرفي من خلال تحويل بنك الكويت الوطني إلى بنك رائد في المنطقة.[76]
- هاني شحيبر: طبيب في جراحة القلب، وهو من أبرز أطباء الجراحة في الكويت.
- سهيل شحيبر: شغل منصب سفير الكويت في سويسرا.[77]
- خليل شحيبر: عمل وكيلاً مساعداً في وزارة الداخلية وسلك الشرطة.[39]

## الأوضاع الاجتماعية
وفقاً لتقرير اللجنة الأمريكية للحريات الدينية الدولية لعام 2019 استمر الأفراد في مواجهة ضغوط مجتمعية ضد التحول عن الإسلام؛ وقال بعض المواطنين الذين تحولوا عن دينهم خارج البلاد إن عائلاتهم ضايقتهم بسبب تركهم للإسلام. ويُشير التقرير إلى مواصلة الفنادق والمتاجر والشركات الاحتفال بالعطلات غير الإسلامية، مثل عيد الميلاد وعيد القيامة وديوالي، كما وواصلت وسائل الإعلام نشر معلومات حول الاحتفالات بالأعياد الدينية، بما في ذلك مواد عن الأهمية الدينية لعيد الميلاد. خلال موسم عيد الميلاد، زُينت أشجار عيد الميلاد والأضواء في المتاجر ومراكز التسوق والمنازل، وعزفت موسيقى عيد الميلاد في الأماكن العامة، بما في ذلك الأغاني ذات الكلمات المسيحية. بالمقابل أشار التقرير إلى تعبير بعض رجال الدين المسلمين في الكويت عن رفضهم على وسائل التواصل الاجتماعي للاحتفال بالأعياد غير الإسلامية، ودعوا إلى مزيد من الإجراءات الحكومية لتقييد التعبير العلني عن هذه الأعياد. في عام 2019 تضمنت التغطية الإعلامية أخبارًا عن الأحداث والاحتفالات التي أقامتها مختلف الطوائف المسيحية في البلاد، مثل قداس عيد الميلاد واحتفالات الذكرى السنوية لتدشين كنيسة التي حضرها مسؤولون حكوميون رفيعو المستوى.
الكنائس المسيحية المُسجلة رسمياً والمرخصة في الدولة هي: الكنيسة الإنجيلية الوطنية في الكويت، والكنيسة الرومانية الكاثوليكية، وكنيسة الروم الملكيين الكاثوليك، والكنيسة القبطية الأرثوذكسية، والكنيسة الرسولية الأرمنية، والكنيسة الأرثوذكسية الشرقية والأنجليكانية. في أبريل عام 2019 اعترفت الحكومة رسميًا في كنيسة يسوع المسيح لقديسي الأيام الأخيرة (المورمون). ولا تعترف الحكومة بأي ديانات غير إبراهيمية، وتشمل المجموعات الدينية غير المعترف بها الهندوس والسيخ والدروز ومسلمي البهرة والبهائيين.
في استطلاع رأي حول الشباب العربي، أجرته شركة أبحاث عامة في دبي عام 2020 لشباب عرب تتراوح أعمارهم بين 18 و 24 عامًا من 17 دولة إقليمية، ذكر 23% من شباب البلاد الكويت أنَّ الدين مهم لهوياتهم، وهي من بين أدنى المعدلات في الشرق الأوسط. وأفاد استطلاع منفصل، نُشر في يناير عام 2020 من قِبل معهد واشنطن لسياسة الشرق الأدنى، وأن حوالي 49% من المستطلعين الكويتيين وافقوا على سؤال أنه «يجب علينا إظهار المزيد من الاحترام للمسيحيين في العالم، وتحسين علاقاتنا معهم»، بالمقابل وافق 2% من المستطلعين الكويتيين على سؤال أنه «علينا إظهار المزيد من الاحترام ليهود العالم، وتحسين علاقاتنا معهم»، وكانت المواقف تجاه كل من اليهود والمسيحيين مماثلة لنتائج الدول الخمس الأخرى التي شملها الاستطلاع.

### كنائس الكويت

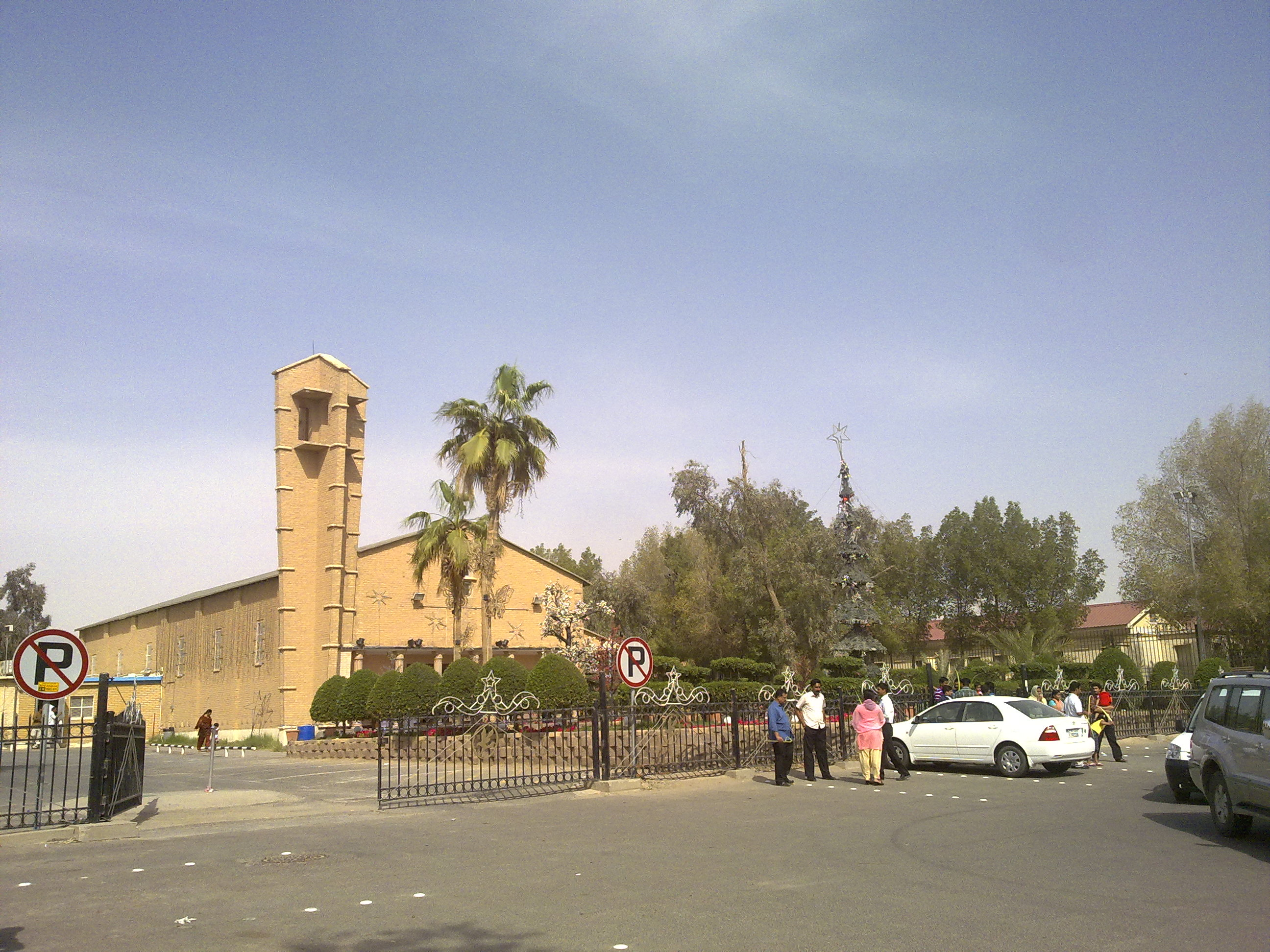
كنيسة سيدة الجزيرة العربيّة في الأحمدي، الكويت.

بُنِيَتْ أول كنيسة في الكويت في عام 1931 بمجمع الإرسالية الأميركية، وأطلق عليها اسم «الكنيسة الإنجيلية الوطنية»، بعدما كانت تعرف بكنيسة المسيح، وأصبحت عضواً في مجلس كنائس الشرق الأوسط، وفي عام 1999 تم تنصيب القس عمانويل غريب راعياً للكنيسة كأول قس كويتي، تبع ذلك بناء كنيسة في مدينة الأحمدي عام 1948، وسُمّيت «سيدة شبه الجزيرة العربية». وتملك الكويت العديد من الكنائس الكاثوليكية في أراضيها منها كنيسة العائلة المقدسة التي تأسست عام 1961 تحتوي الكنيسة على تمثال سيدة الجزيرة العربيّة، وهي نسخة طبق الأصل لتمثال من عام 1949 موجود في كنيسة سيدة الجزيرة العربيّة الكاثوليكية في الأحمدي. والتي تعتبر مركز أبرشية العائلة المقدسة في مدينة الكويت. وتضم الكنيسة الرومانية الكاثوليكية أيضًا أبرشية القديسة تريزيا في السالمية، وأبرشية القديس دانيال كمبوني في جليب الشيوخ وأبرشية سيدة الجزيرة العربيّة في الأحمدي. منذ عام 2012 أقام الرهبان الساليزيان مدرسة تُدّرس في اللغة الإنجليزية.
يقول الكاهن بيجول، راعي الكنيسة القبطية، انه جرت مراسلات بين البابا كيرلس السادس والأمير الشيخ صباح السالم الصباح حول بناء كنيسة للأقباط في الكويت، وهذا ما تم فعلياً. فقد اتخذوا مكاناً لها خلف فندق الشيراتون وانتقلت حديثاً إلى شارع بيروت في منطقة حولي. أما الأرمن المسيحيون فيعود تواجدهم في الكويت إلى عام 1958 ويبلغ تعدادهم حوالي 6 آلاف أرمني، لديهم كنيسة ومدرسة، مضى على إنشائها أكثر من 50 عاماً أي منذ الاستقلال، تقريباً.
تأسست النيابة الرسولية لشمال شبه الجزيرة العربية عام 1953 في الكويت، وفي أغسطس 2012، تقرر نقل مقر النيابة من الكويت إلى البحرين بسبب أن البحرين هي الأقرب إلى المملكة العربية السعودية، حيث أنَّ معظم أعضاء النيابة يعيشون فيها. وهناك سبب آخر للنقل هو أن البحرين لديها سياسة تأشيرات أكثر تساهلاً.

## معرض الصور

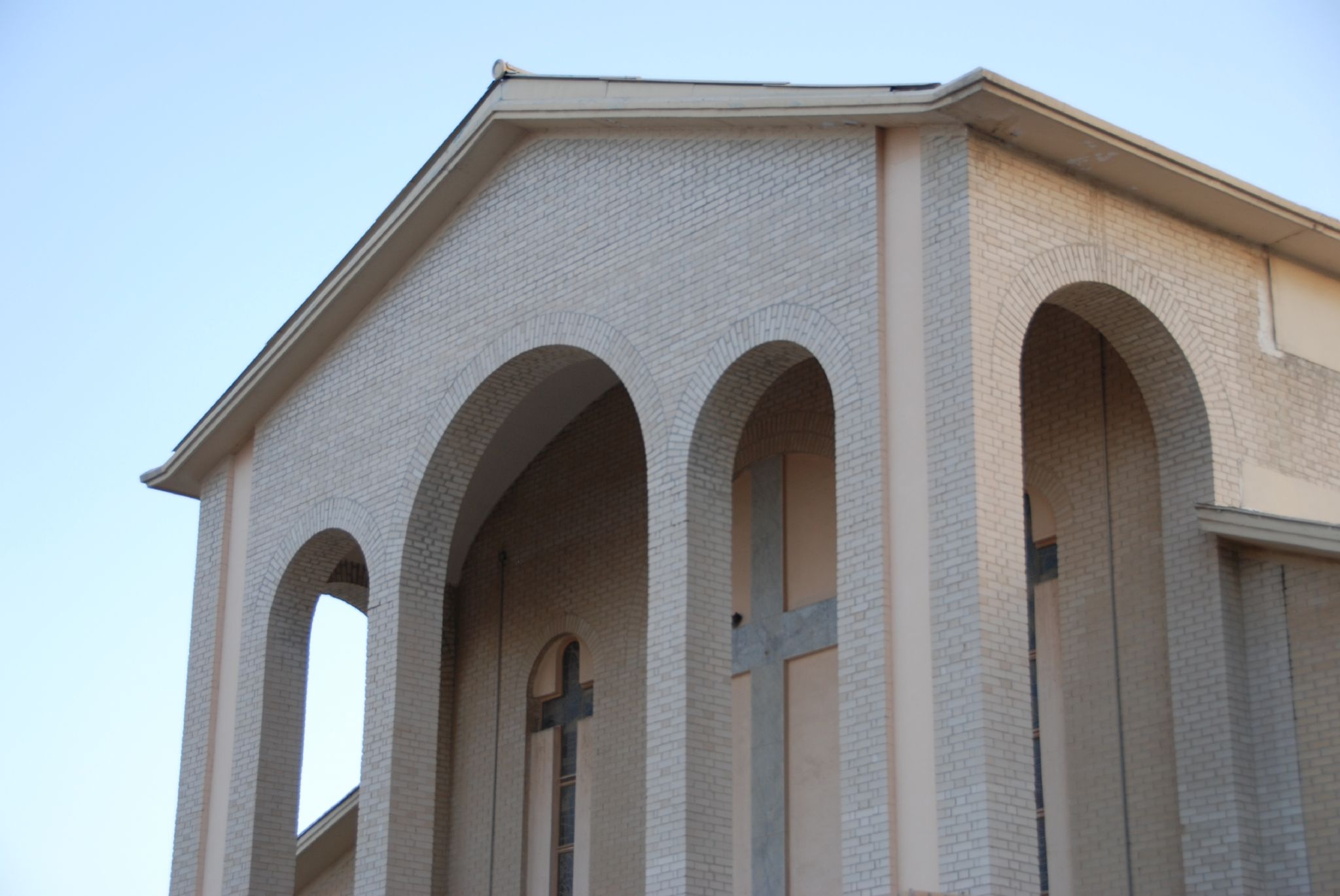
كنيسة العائلة المقدسة في مدينة الكويت
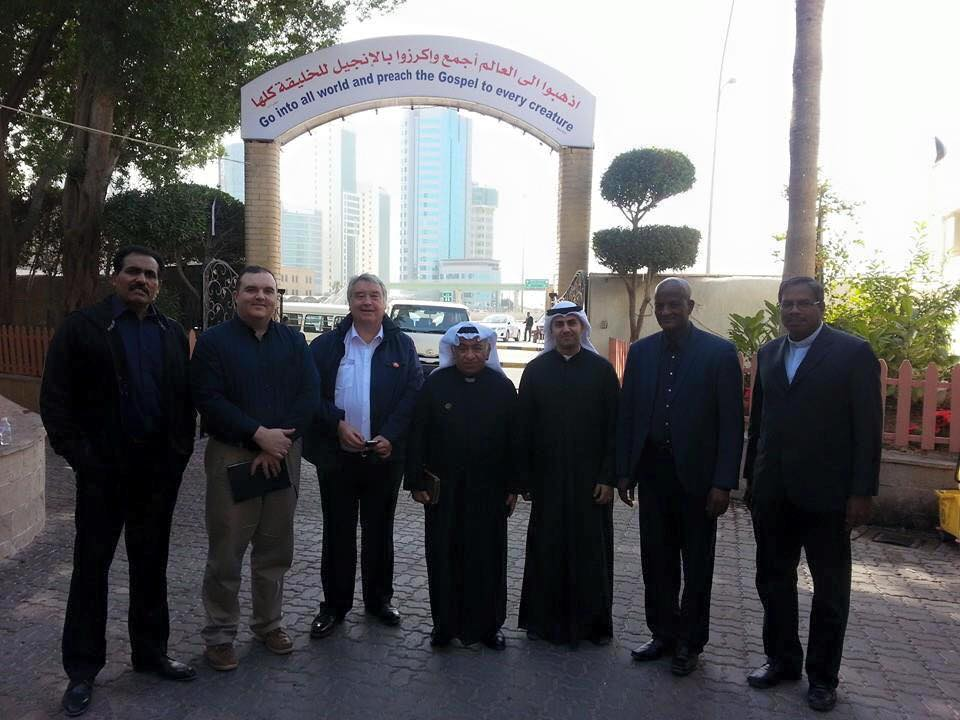
قساوسة الكنيسة الإنجيلية الوطنية في الكويت
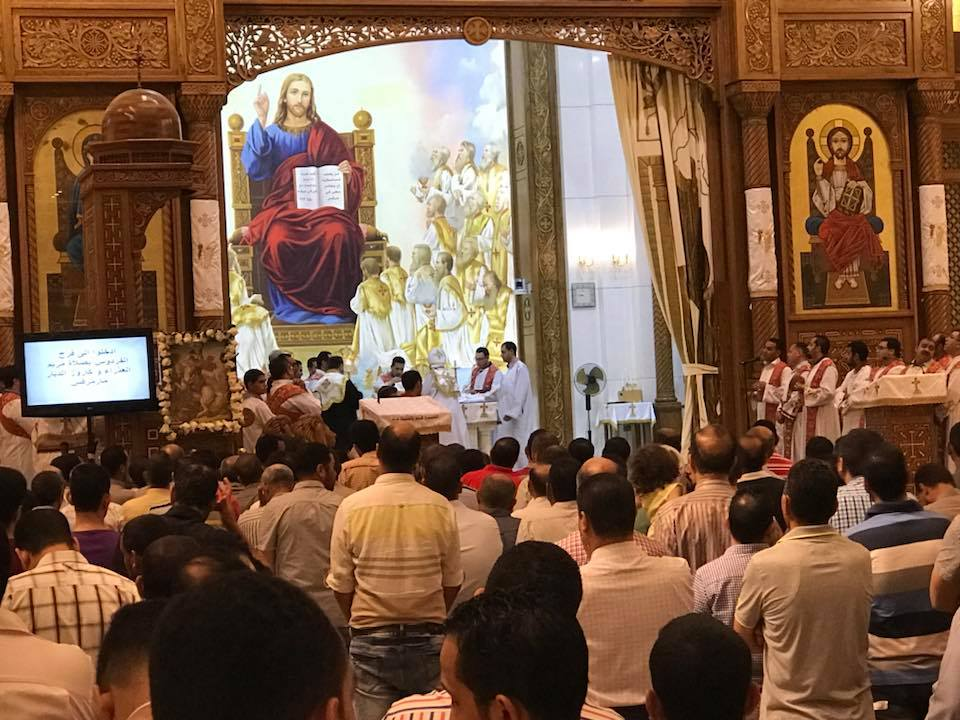
أقباط يصلون في كنيسة القديس مارمرقس للأقباط الأرثوذكس في حولي
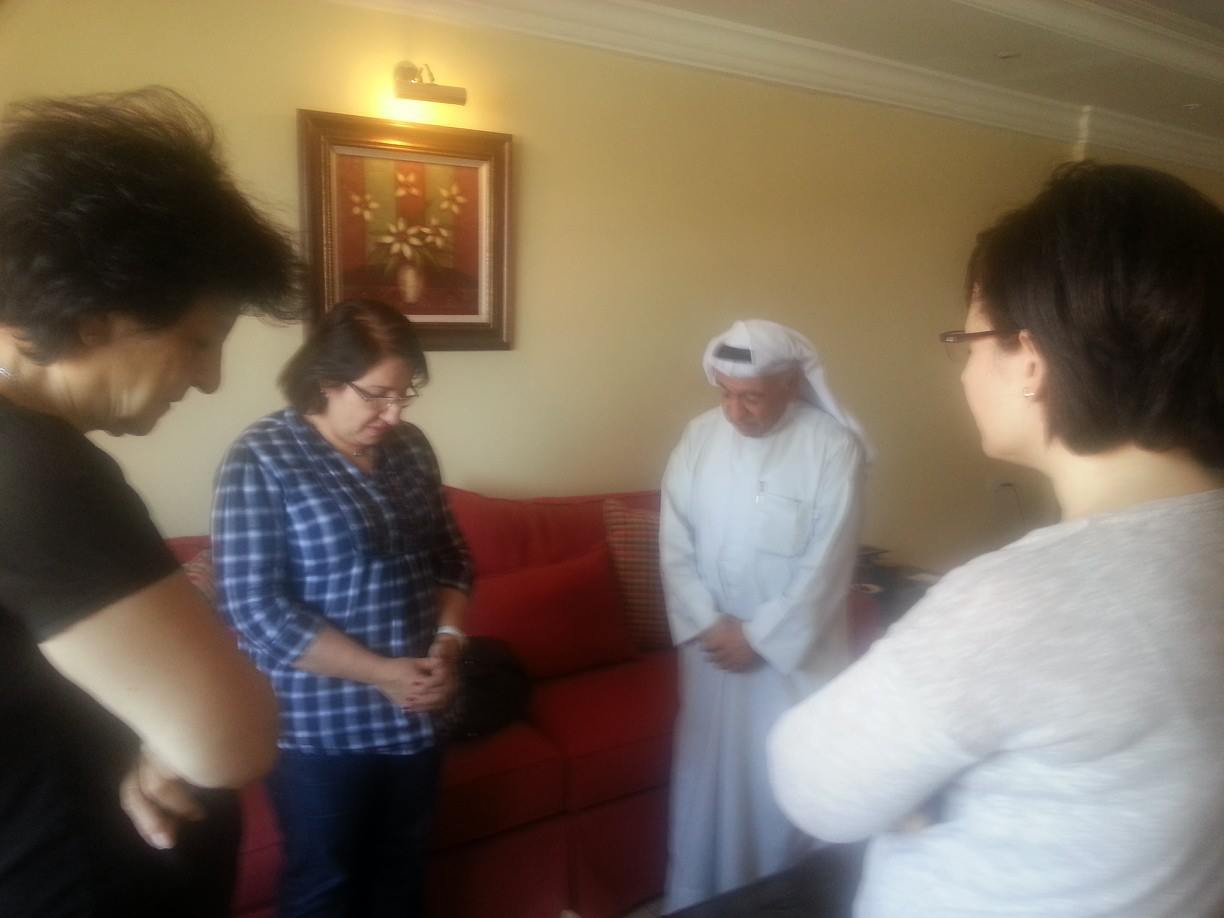
مواطنون مسيحيون كويتيون يصلون إلى جانب عمانويل غريب
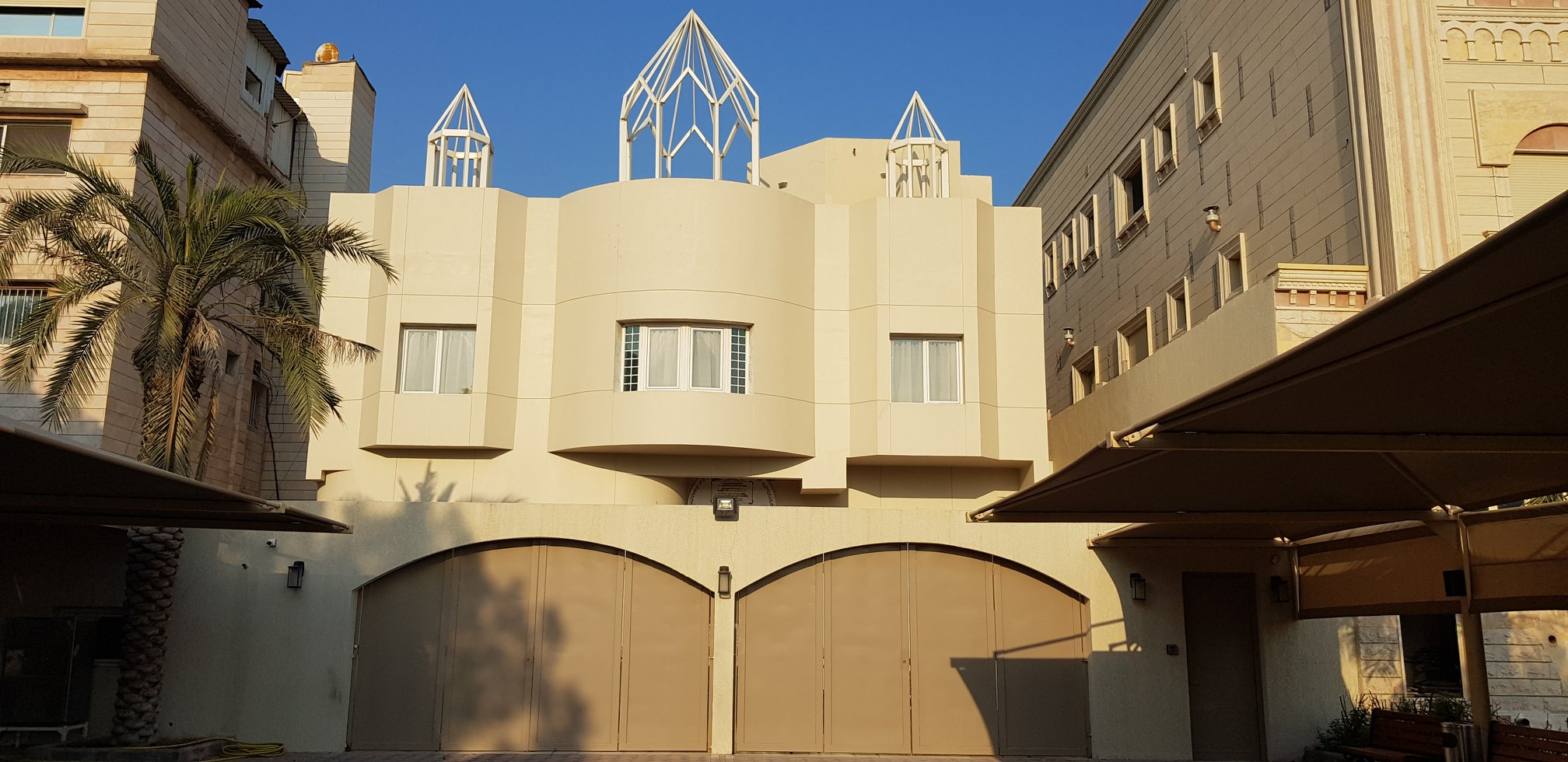
كنيسة القديس فارتان للأرمن الأرثوذكس في السالميّة

## مواقع خارجية
- تقرير بي سي سي: مسيحيو الكويت: هل حصلوا على حقوقهم؟
- فيلم وثائقي: كويتيون مسيحيون عن المسيحية بالكويت